# Estación de Unión Hidalgo
Unión Hidalgo será una estación de trenes que se encuentra en Unión Hidalgo, Oaxaca.

## Historia
La estación perteneció al Ferrocarril Panamericano y fue edificada sobre esta misma línea, que desde 1908 comunicó a los poblados de las costas de Chiapas y del Soconusco con la frontera de Guatemala y con la línea del Ferrocarril de Tehuantepec. El 1 de noviembre de 1904, se inauguró el tramo de 192 kilómetros de San Jerónimo a la Polka, pasando por donde se localiza la estación Unión Hidalgo.
En 2023, la estación empezó a ser reconstruida, esto después de que la línea Ixtepec-Ciudad Hidalgo empezara su rehabilitación, en 2020, la estación fue demolida debido al peligro del colapso de la estructura, debido a los sismo que habían azotado la comunidad, las cuales habían dejado muy dañada la estación.